# نظام امپراتوری
نظام امپراتوری تِنُّوسِی (به ژاپنی: 天皇制)، به معنای سلطنت یا نظام حکومتی ژاپن با محوریت امپراتور است که در زبان ژاپنی با نام تِننو (امپراتور ژاپن) شناخته می‌شود.
در معنای محدود، «نظام امپراتور» به سلطنت یا نظام امپراتور-محور در قانون اساسی امپراتوری ژاپن اشاره دارد. در معنای گسترده، «نظام امپراتور» حتی شامل نظام نمادین امپراتور نیز می‌شود.